# Гаосюнський метрополітен
Гаосюнський метрополітен (кит.: 高雄捷運) — система ліній метрополітену та ЛРТ в місті Гаосюн, Республіка Китай.

## Історія
Проєкт будівництва метрополітену в місті Гаосюн місцева влада почала розробляти наприкінці 1980-х років. Більш ніж десять років тривав процес пошуку джерел фінансування і лише у жовтні 2001 року почалося будівництво метрополітену. Спочатку планувалося відкрити обидві лінії разом, але через дві аварії на будівництві лінії № 2, її відкриття було затримано на півроку. 
9 березня 2008 року відбулося відкриття лінії № 1 Гаосюнського метрополітену, а 14 вересня 2008 року відкрита лінія № 2.
Однією з найдивовижніших станцій метрополітену в світі в Гаосюні на Тайвані є станція «Formosa Boulevard», яка була відкрита у вересні 2008 року під час підготовки до спортивних змагань «World Games 2009». Станція має трирівневий центр з 11 виходами на поверхню, а пересадковий пункт, що складається з трьох платформ, сполучає одразу дві лінії метрополітену. Однією з «родзинок» станції є не кількість виходів на поверхню, а «Купол Світу» або, як його ще називають «Острів Мейлі» — є найбільшим скляним перекриттям у світі, який перекриває собою площу 2180 м² і спирається лише на дві колони. «Купол Світу» представляє собою вітражну стелю, що складається з більш ніж чотирьох тисяч скляних панелей усіх кольорів веселки, які створені за оригінальним проєктом. Вітражна стеля доповнена зображеннями, що ілюструють історію людського життя.
Лінію № 3 було вирішено будувати у вигляді ЛРТ, початкова
ділянка лінії в тестовому режимі була відкрита 16 жовтня 2015 року. У майбутньому лінія № 3 стане кільцевою.

## Лінії
- Лінія № 1 (червона) — 24 станції (15 підземних, 8 естакадних та 1 наземна).
- Лінія № 2 (помаранчева) — 14 станцій (13 підземних, 1 наземна) та 14,4 км.
- Лінія № 3 (зелена) — діє 14 наземних станцій, в майбутньому лінія складатиметься з 36 станцій та 22,1 км.
- Лінія № 4 (блакитна) — перспективна.

На лініях метрополітену використовуються трьохвагонні поїзди виробництва Сіменс, що живляться від контактної рейки. Всі станції метрополітену побудовані під прийом шестивагонних поїздів. На лінії ЛРТ використовуються п'ятивагонні
низькопідлогові трамваї. Вагони обладнані швидкозаряджающимися акумуляторами, які підживлюються під час зупинки на станціях,
контактна мережа відсутня. На всіх лініях використовується стандартна ширина колії.

## Режим роботи
- Лінії метрополітену працюють з 05:55 до 00:00 (інтервал руху 2-4 хвилини в «годину пік» та до 15 хвилин пізно ввечері).
- ЛРТ (лінія № 3) працює з 07:00 до 22:00 (інтервал руху 7-15 хвилин).

## Галерея

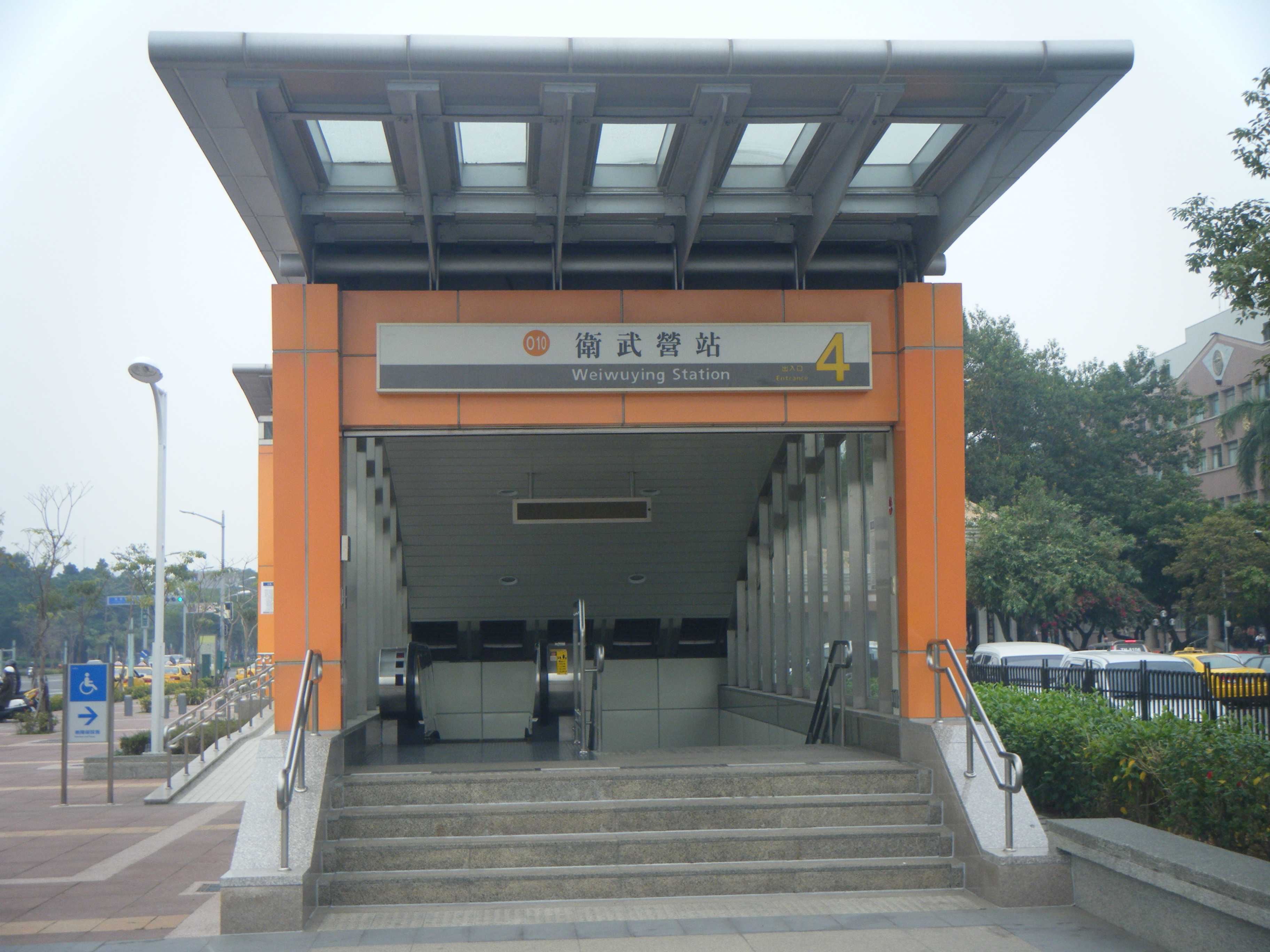
Вихід зі станції «Weiwuying»
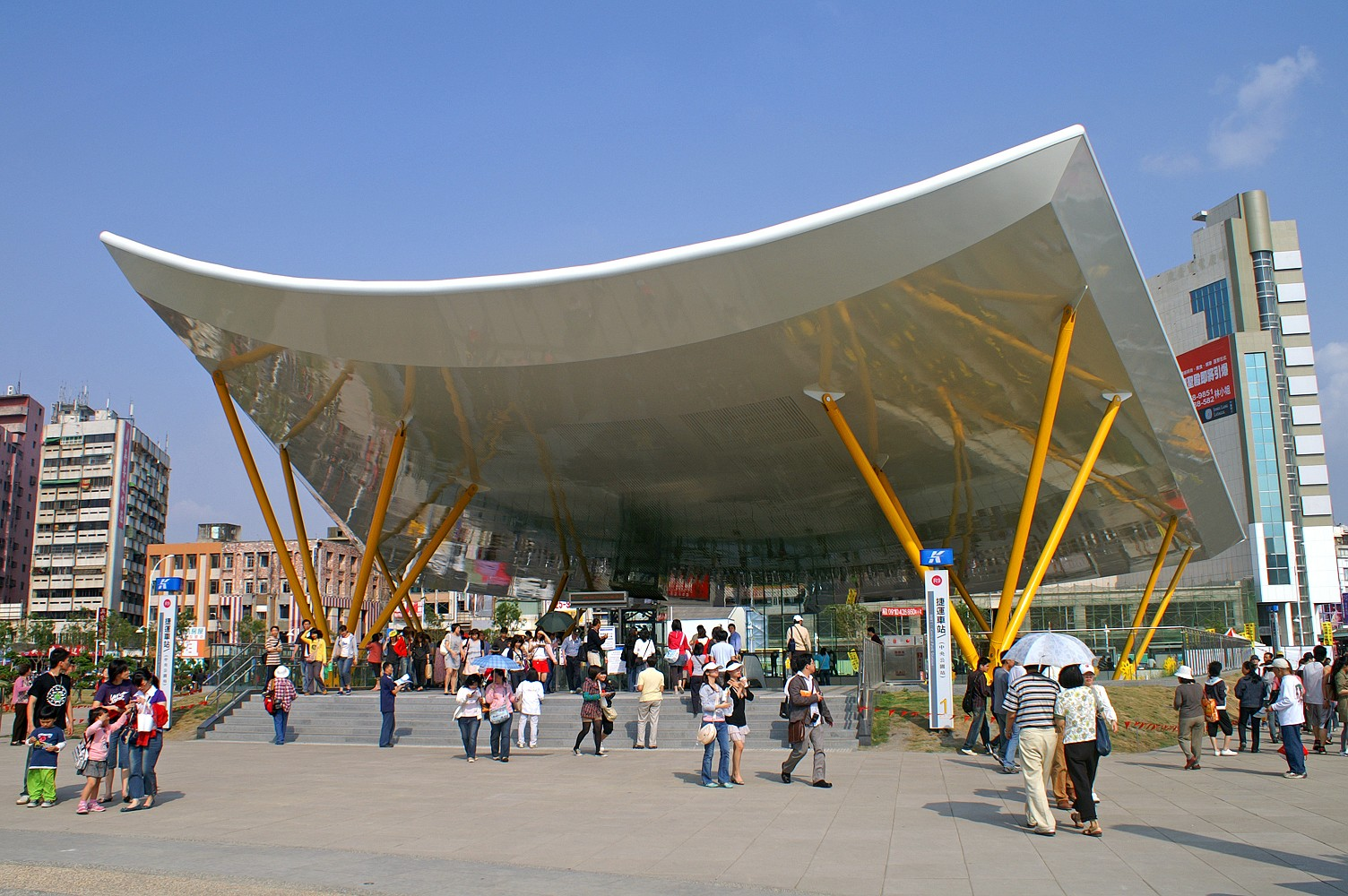
Вихід зі станції «Central Park»
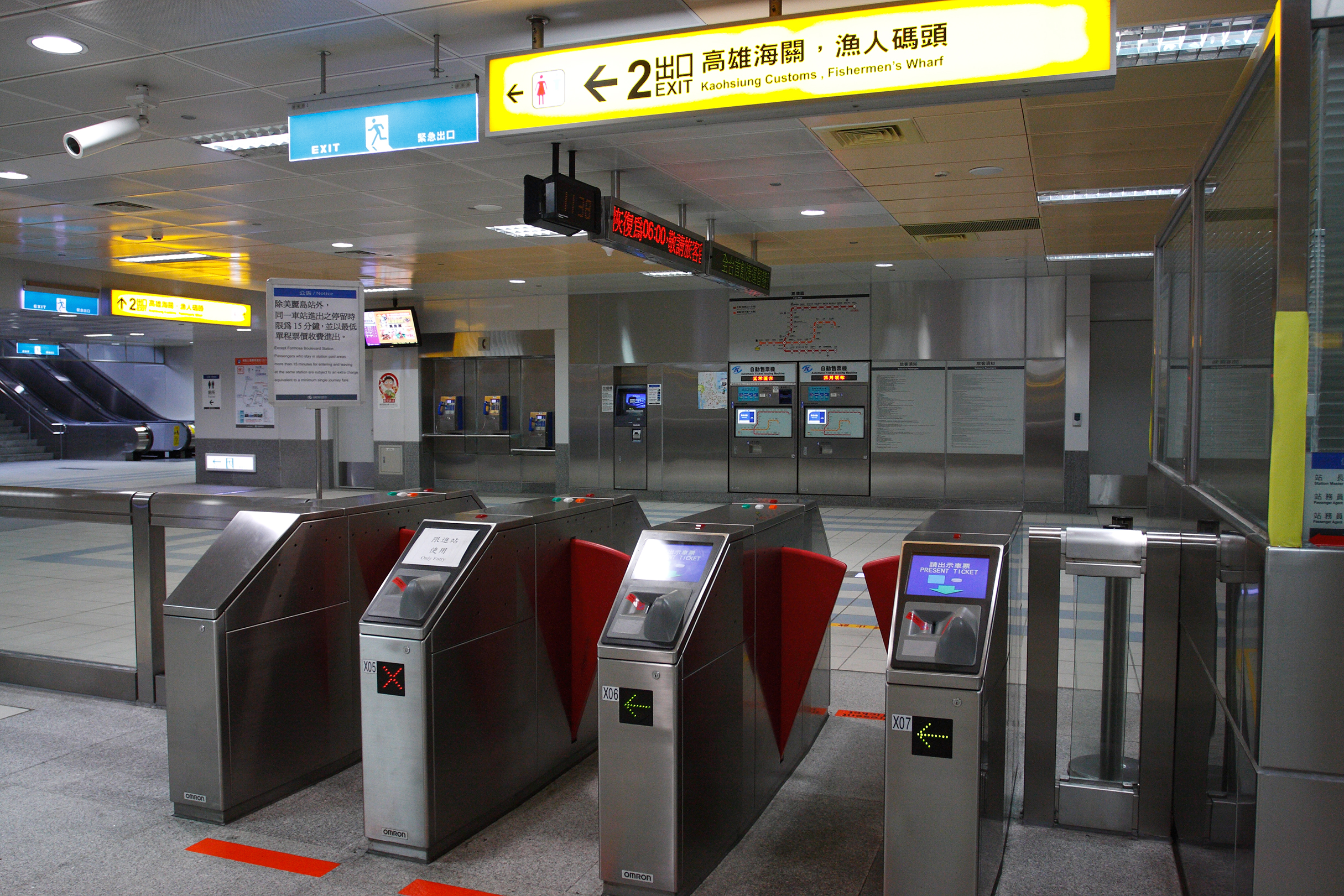
Турнікети на стації «Sizihwan»
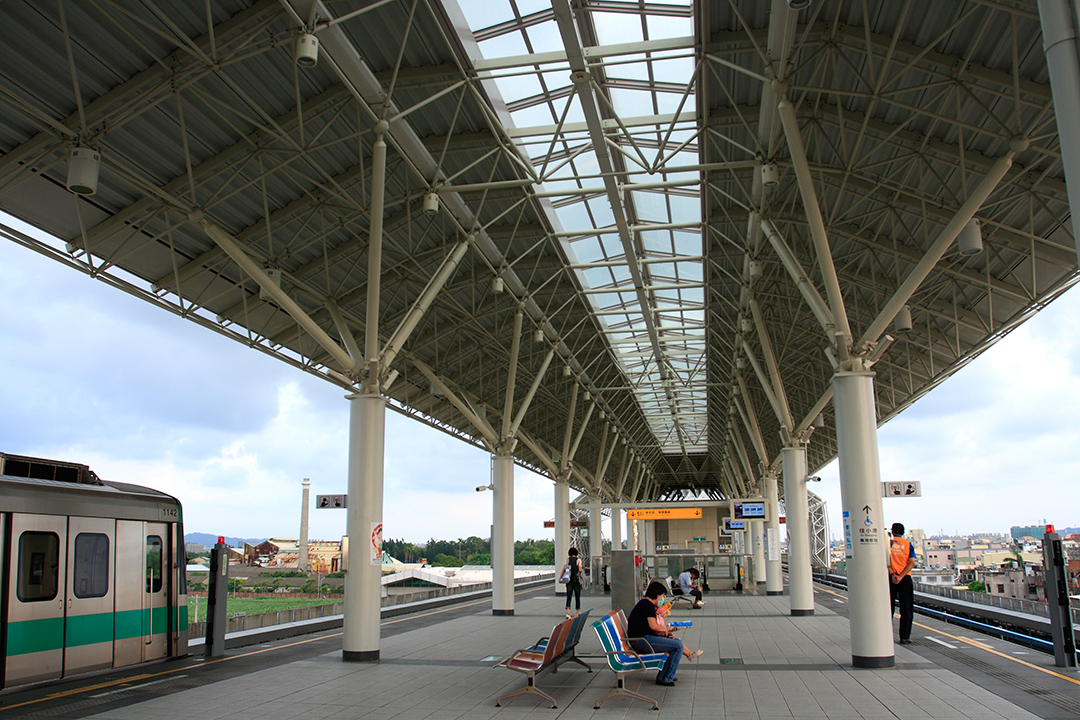
Естакадна станція «Ciaotou»
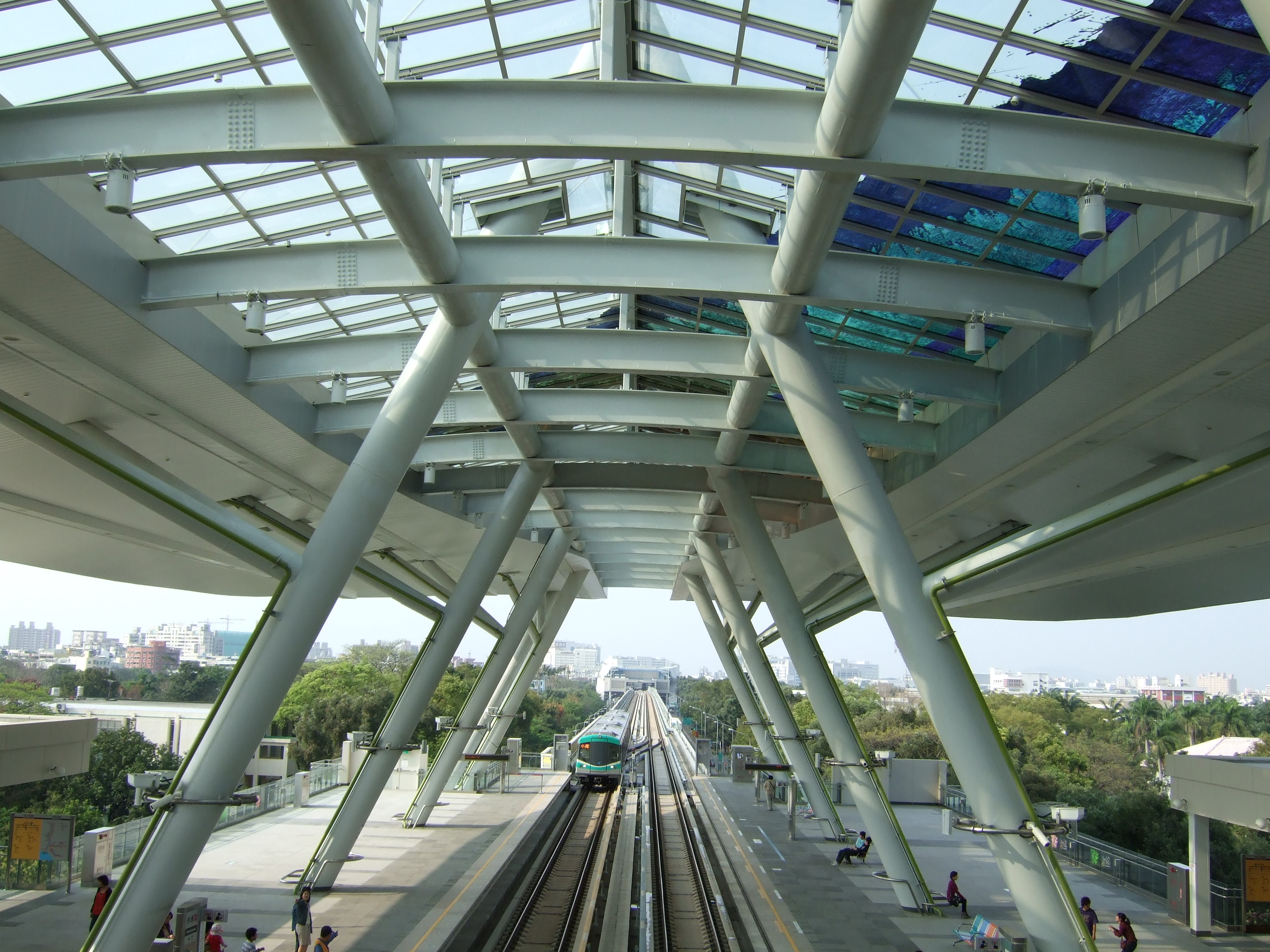
Станція «World Games»
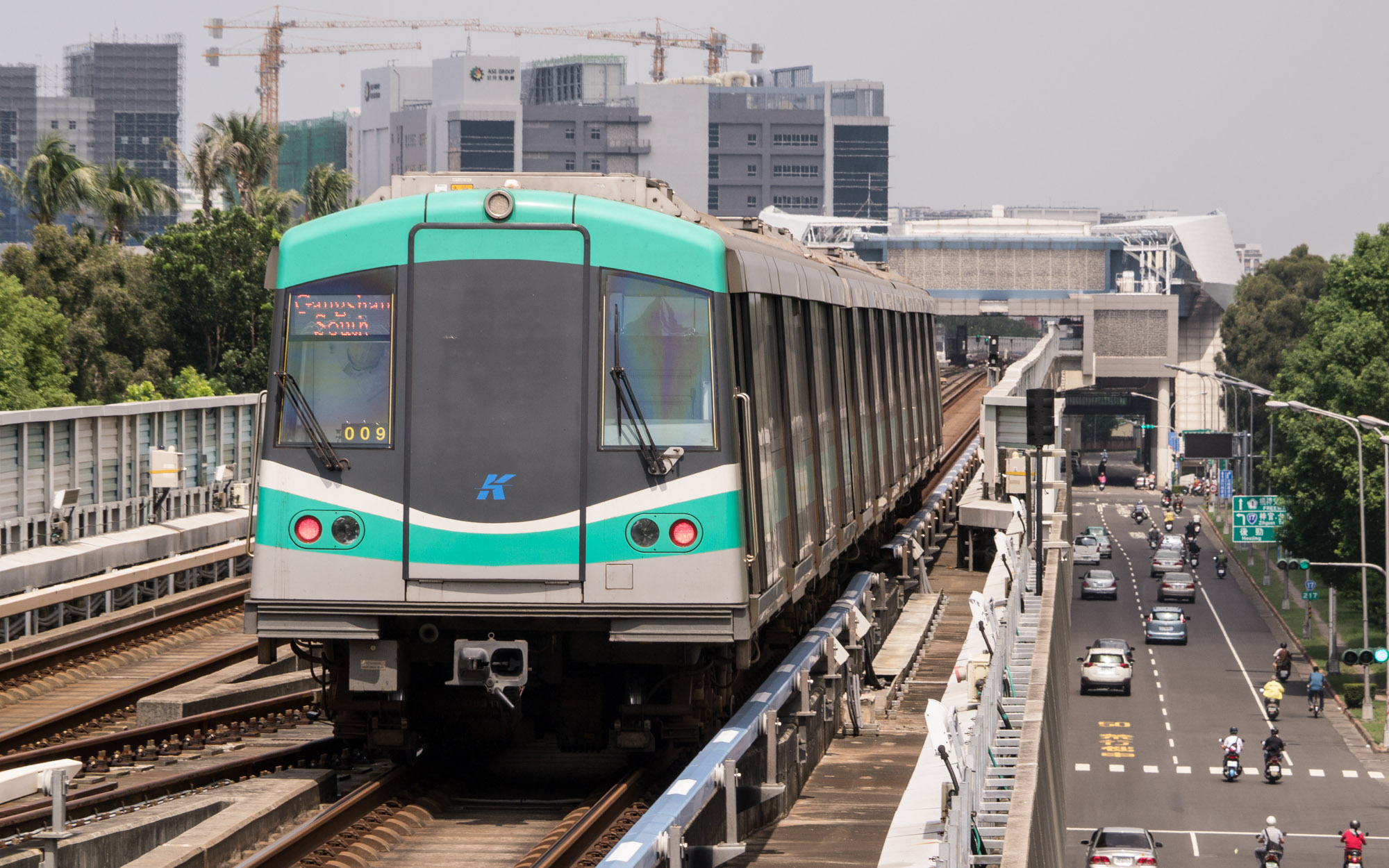
Поїзд на естакадній ділянці
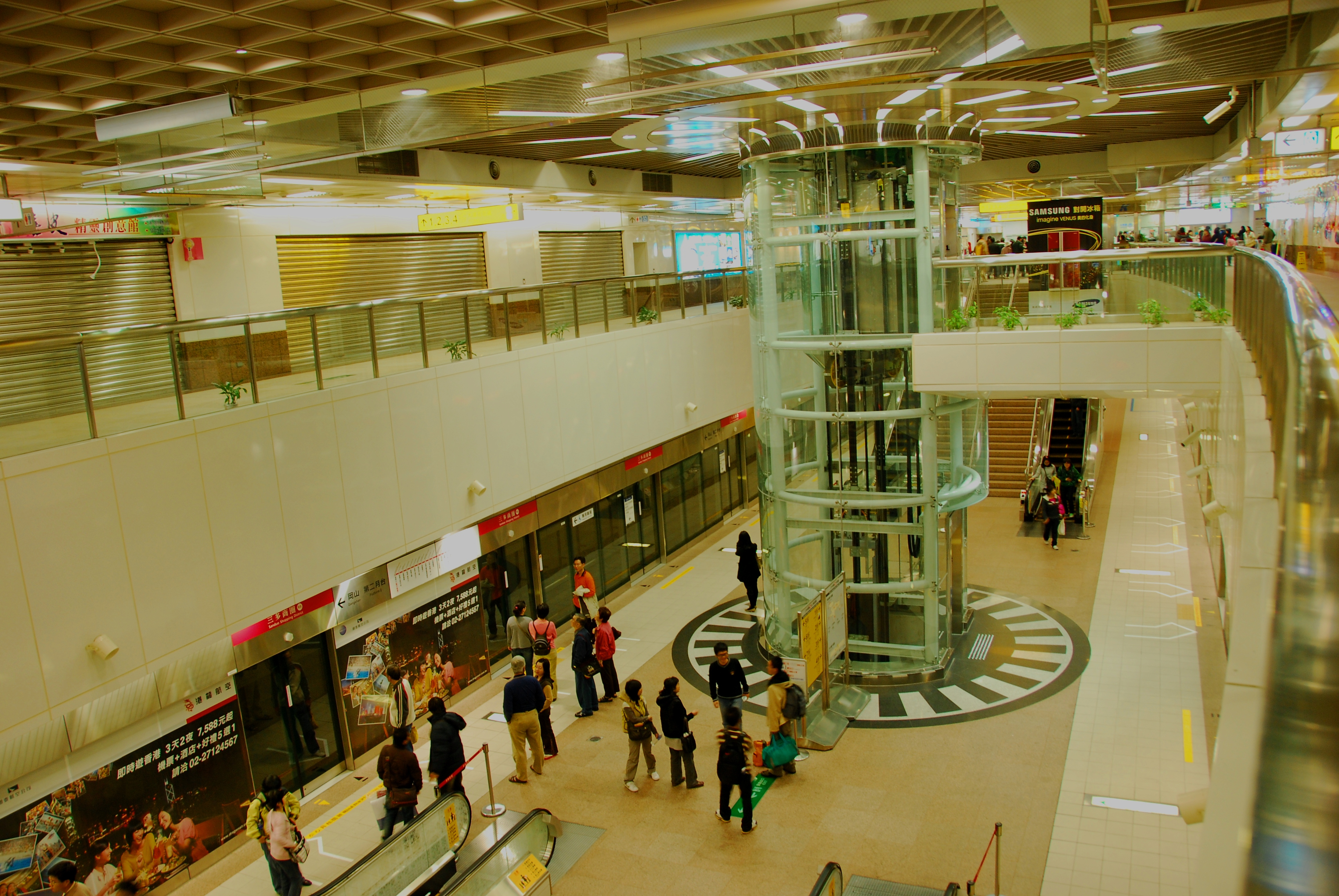
Платформа станції «Sanduo Shopping District»
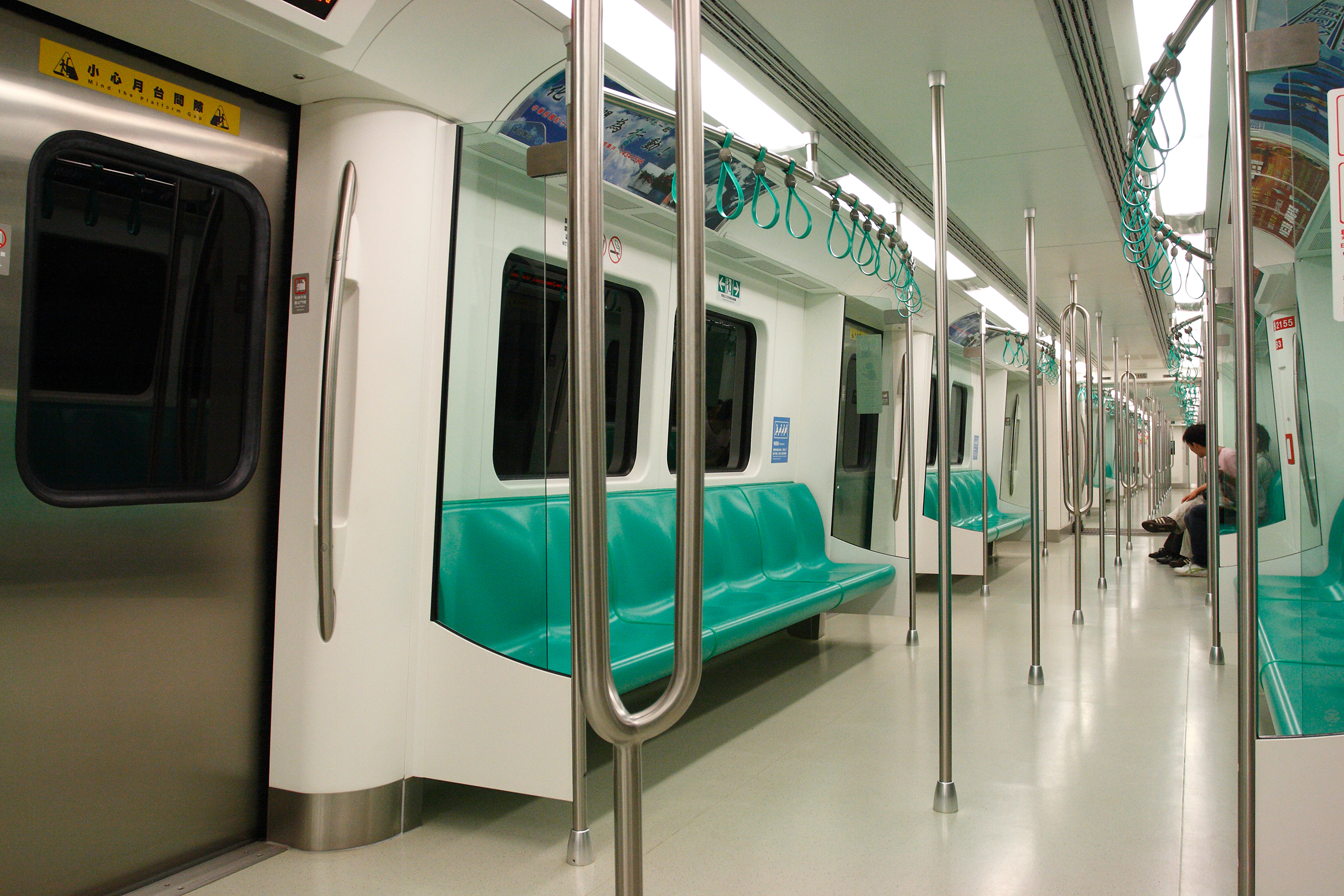
Всередині вагона поїзда
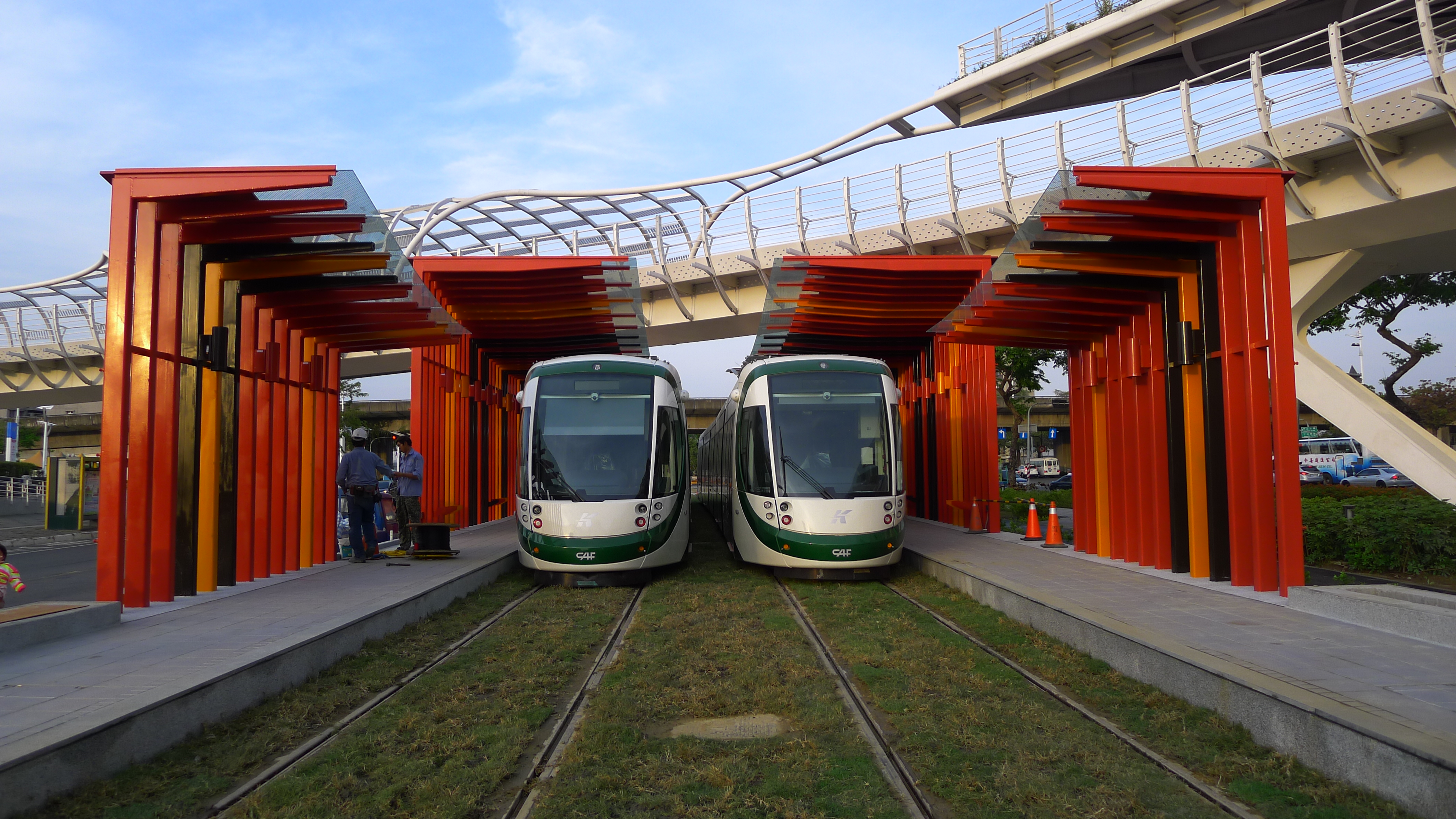
Станція ЛРТ «Star of Cianjhen»
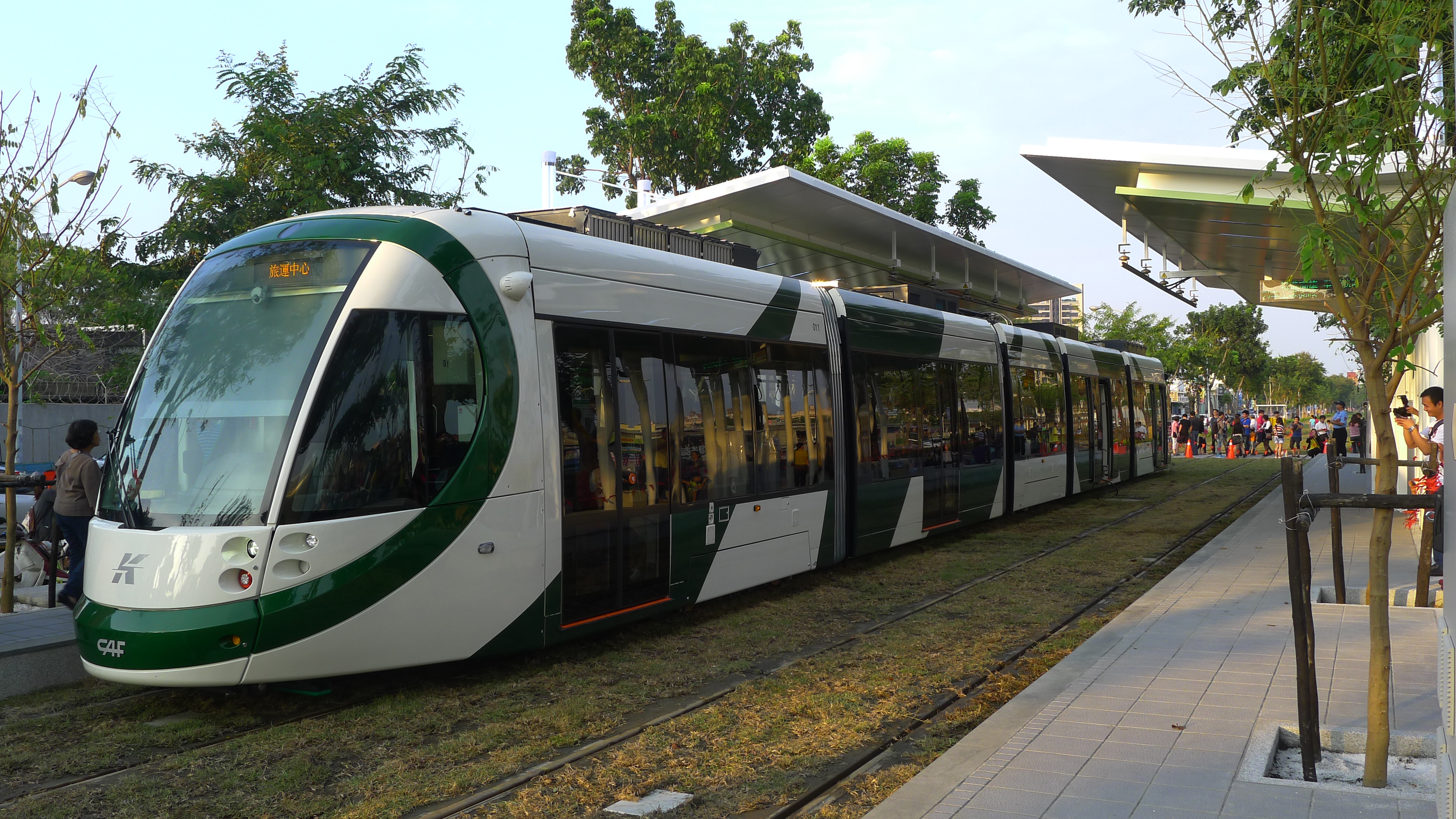
Станція ЛРТ «Kaisyuan Rueitian»
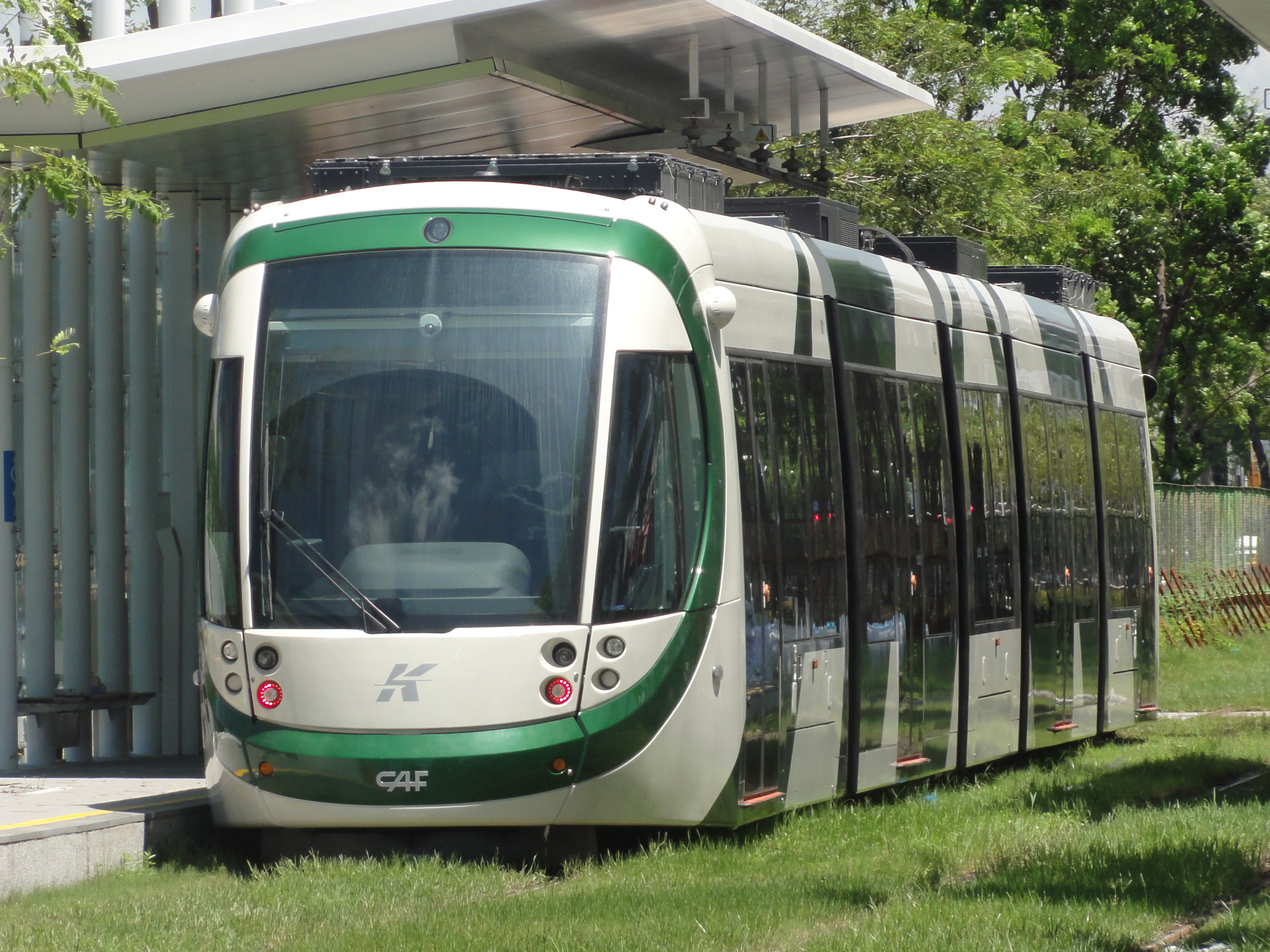
Рухомий склад ЛРТ